# Cloridrato

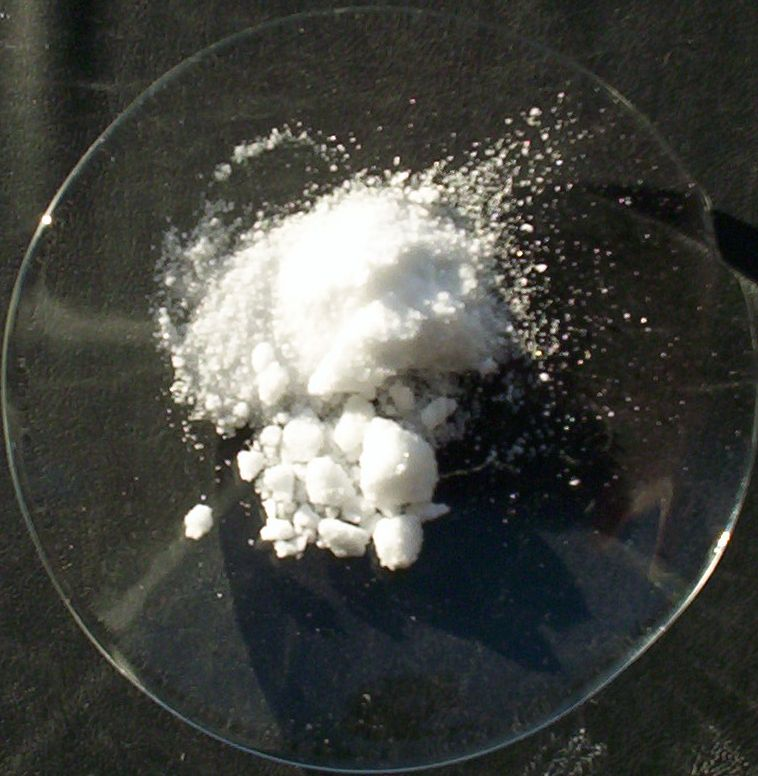
Polvere cristallina di cloruro di ammonio, un cloridrato di formula NH_{4}Cl.

I cloridrati sono sali (cloruri) di formula generale BH+Cl− ottenuti per trattamento di una base di Brønsted B con acido cloridrico. Tali composti, spesso riportati con la formula B · HCl, sono dei sali e appaiono come solidi cristallini bianchi o incolori e, per via della loro natura ionica, sono ben solubili nei solventi polari. I cloridrati più comuni derivanti dall'ammoniaca o dalle ammine, il cui atomo di azoto ha un doppietto libero e si comporta da base. Come tale prende su di sé il protone ceduto ad esso dall'acido cloridrico, un acido forte, formando così il legame N+–H presente nello ione ammonio che in tal modo si ottiene.

## Sintesi
I cloridrati vengono prodotti facendo reagire una base B con acido cloridrico gassoso o in soluzione acquosa. Spesso la reazione è spontanea (con ammoniaca e ammine è così), non richiede catalisi di alcun tipo e la resa del cloridrato prodotto è pressoché quantitativa:
{\displaystyle {\ce {B + HCl -> [B-H]+Cl-}}}

## Caratteristiche
Il sale così formato, oltre allo ione Cl– (non basico in acqua, essendo la base coniugata di un acido forte) contiene un catione, lo ione ammonio nel caso dei più comuni, che è l'acido coniugato della base B e quindi un acido debole.
Se il cloridrato è messo in acqua, esso sarà soggetto ad un equilibrio di idrolisi salina del catione in esso contenuto e quindi il pH della soluzione sarà acido:
{\displaystyle {\ce {[B-H]+Cl- + H2O <=> B + H3O+ + Cl-}}}
Nota la costante di dissociazione basica della base B (Kb) e la concentrazione del sale (cloridrato) (Cs) in acqua, e ovviamente la costante di autoprotolisi dell'acqua (Kw), il pH della soluzione si calcola dalla seguente relazione:
{\displaystyle pH={1 \over 2}pK_{w}-{1 \over 2}pK_{b}-{1 \over 2}\log C_{s}}
Dove Kw a 25 °C è pari a 1,00×10−14. Ad esempio, per una base avente Kb = 1,00×10−5 (pKb = 5), a concentrazione C = 0,1 M a 25 °C, il pH della soluzione del suo cloridrato è pari a 5.
La trasformazione di un'ammina nel suo cloridrato (composto salino) ne migliora sensibilmente la conservazione ma in special modo la solubilità in acqua, il che è ciò che di norma si desidera per sostanze che hanno funzione farmacologica.

## Utilizzo in medicina

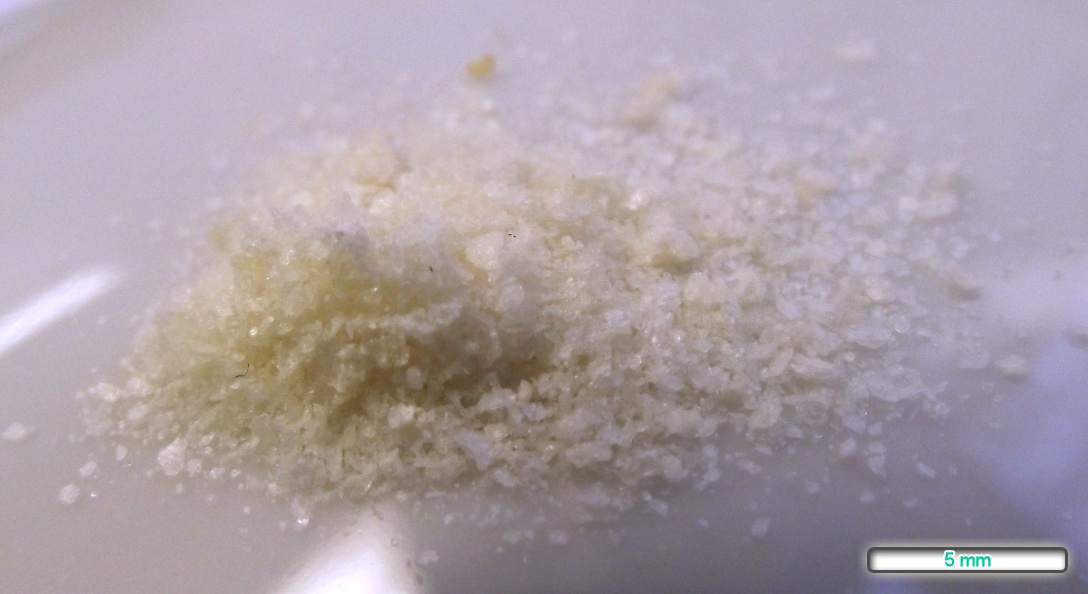
La procaina, anestetico locale utilizzato in odontoiatria, viene comunemente somministrato in forma di cloridrato.

Cloridrati e bromidrati rappresentano un'importante forma chimica in cui vengono convertiti molti principi attivi destinati alla somministrazione parenterale e non. La somministrazione di molecole ad attività terapeutica sotto forma di cloridrati permette di modificarne e modularne le proprietà farmacocinetiche al fine di migliorarne la biodisponibilità. I cloridrati destinati all'uso farmaceutico sono in genere derivati da composti organici contenenti gruppi amminici terziari, più stabili e trattabili rispetto alle ammine secondarie o primarie.